# Sidi Ali Boussidi (distrito)
Sidi Ali Boussidi é um distrito localizado na província de Sidi Bel Abbès, Argélia.[carece de fontes?] Sua capital é a cidade de mesmo nome.

## Comunas
O distrito está dividido em quatro comunas:
- Sidi Ali Boussidi
- Ain Kada
- Lamtar
- Sidi Dahou el Zairs